# Larroque-Toirac
Larroque-Toirac là một xã thuộc tỉnh Lot trong vùng Occitanie phía tây nam nước Pháp.